# José Pío Beltrán Porter
José Pío Beltrán Porter (San Cristóbal de La Laguna, Tenerife, 8 de agosto de 1949) es un químico español, doctor en Ciencias Químicas por la Universitat de València (UV), profesor de investigación del CSIC, en el Instituto de Biología Molecular y Celular de Plantas del que fue fundador (IBMCP); centro mixto del Consejo Superior de Investigaciones Científicas (CSIC) y la Universitat Politècnica de València (UPV). Desde 2009 es el Coordinador Institucional de la Delegación del CSIC en la Comunidad Valenciana.

## Biografía
Nació en el seno de una familia de químicos y de profesores. Fue su padre, José Beltrán Martínez, Catedrático de Química Inorgánica de la Universidad de Valencia, quien influyó en su interés inicial por la ciencia experimental. Se trasladó con su familia a Valencia en 1952 donde reside hasta la actualidad.
Se licenció en Ciencias Químicas en el año 1971. Realizó el doctorado en el Instituto de Agroquímica y Tecnología de Alimentos (IATA) bajo la dirección de Eduardo Primo Yúfera, sobre las alteraciones metabólicas ocasionadas por el Virus de la Tristeza de los Cítricos (CTV).
Realizó una estancia postdoctoral de dos años en la Universidad Estatal de Montana - Bozeman (EE. UU.) en la que se especializó en interacciones planta-patógeno con el Profesor Gary A. Strobel.
A su vuelta se incorporó como Profesor No Numerario (PNN) al Departamento de Bioquímica de la Facultad de Ciencias Biológicas de la Universitat de València del que llegó a ser director. Posteriormente se incorporó a la Unidad de Biología Molecular y Celular de Plantas del IATA en el CSIC en Valencia. A principios de los ochenta, formó parte del grupo de científicos que constituyó el CAICyT y posteriormente Agencia Nacional de Evaluación y Prospectiva, con el objetivo de implementar un sistema de evaluación científica y técnica de las solicitudes de fondos públicos de investigación.
Posteriormente, realizó una estancia de dos años en el Max Planck Institut für Züchtungsforschung de Köln para trabajar con Heinz Saedler, Hans Sommer y Zsusanna Schwarz-Sommer en genética molecular del desarrollo floral. Durante esa estancia, aisló el gen Deficiens, primer gen homeótico regulador de la identidad de órganos florales descrito en plantas superiores.
Dirige el Laboratorio de Biología y Biotecnología del Desarrollo Reproductivo de Plantas del IBMCP. Es titular de tres patentes, adquiridas por la empresa PBL (Reino Unido), que permiten producir plantas androestériles para la obtención de híbridos de interés agronómico, la producción de frutos sin semillas de tomate, y el aumento del número de flores y la vida útil de plantas ornamentales.

Ha sido vicepresidente de Organización y Relaciones Institucionales del CSIC entre los años 2001 y 2003 y Coordinador institucional del CSIC en la Comunidad Valenciana en dos periodos: de 1996 a 2001 y posteriormente desde 2009 hasta la actualidad.
Elegido Member ad personam del Advisory Life Sciences Working Group de la European Space Agency (ESA). Miembro del Board of Governors of the Joint Research Centre of the European Union del 2002 al 2013. Miembro del Comité Científico de Parques Nacionales. Académico Correspondiente de la Real Academia Nacional de Farmacia. Ha sido presidente de la European Federation of Plant Biology Societies (FESPB). Presidente del Comité de Bioética del CSIC. Member del Scientific Committee del CRAG (Centre de Recerca en Agrigenómica de Barcelona). Member del Board of Directors de la European Plant Science Organization (EPSO) desde enero de 2012 y Presidente de EPSO entre 2014 y 2018. Fundador de la Casa de la Ciencia del CSIC en la Comunidad Valenciana inaugurada por Pedro Duque en septiembre de 2018. Coordinador para España de la iniciativa Fascination of Plants Day celebrada cada dos años en más de cuarenta países.

Desde el año 2007 al 2011 fue director del programa televisivo de divulgación de la ciencia Trasfondo de la RTV UPV. En 2015 fue de nuevo, director científico y presentador del programa La Ciencia en Nuestra Vida de la RTV UPV. Se trató de un espacio semanal de televisión en el que se conversaba con científicos de excelencia, para que contaran al público general las investigaciones que se estaban llevando a cabo en los centros de ciencia españoles.

## Libros de divulgación
El profesor Beltrán ha publicado más de un centenar de artículos de investigación en revistas de prestigio internacional en su especialidad y otros muchos de difusión de la investigación en los ámbitos educativos, culturales y sociales.
1. Beltrán Porter, J.P. (2002). El instrumental científico-tecnológico del Consejo Superior de Investigaciones Científicas. En Bertomeu Sánchez, J.R. (coord.) y García-Belmar, A. (coord.), Abriendo las cajas negras: colección de instrumentos científicos de la Universitat de València (pp 149-152). Valencia: Universidad de Valencia, Servicio de Publicaciones. ISBN: 84-370-5488-5
2. Beltrán Porter, J.P., Puigdomènech, P., García Olmedo, F. (2003). Plantas transgénicas. Salamanca: Ediciones de la Universidad de Salamanca. ISBN-10: 84-7800-718-0
3. Beltrán Porter, J. P. (2018). Cultivos transgénicos. Madrid: Consejo Superior de lnvestigaciones Científicas; Los Libros de la Catarata. ISBN: 978-84-9097-410-0

## La Casa de la Ciencia del CSIC en Valencia
La Casa de la Ciencia del CSIC en Valencia es una iniciativa pionera del CSIC creada durante el mandato del Presidente Rafael Rodrigo Montero a iniciativa de José Pío Beltrán Porter.
Fue inaugurada el 3 de septiembre de 2018.
La Casa de la Ciencia responde a un doble objetivo: 
- En primer lugar, dar visibilidad a una institución como el CSIC en el Estado de las Autonomías. El CSIC disponía en el momento de su creación de once institutos en la Comunidad Valenciana integrados en el sistema valenciano de I+D+i, ya que ocho de ellos eran centros mixtos con las universidades y al mismo tiempo representa, al depender de la administración general del estado, las políticas científicas del gobierno de España. El CSIC desea que los valencianos perciban al CSIC como propio.
- En segundo lugar, la Casa de la Ciencia pretende acercar los avances del conocimiento científico y las políticas de innovación basadas en el conocimiento al público general.[7] La Casa de la Ciencia es un foro de discusión científica, debates, conferencias y prospectiva del conocimiento, abierto al público general y que presta especial atención al colectivo de profesores de Enseñanza Secundaria y maestros.